# La Petite Danseuse (film)
Pour les articles homonymes, voir La Petite Danseuse.
La Petite Danseuse est un film muet français réalisé par Louis Feuillade et sorti en 1913.

## Fiche technique
- Réalisation et scénario : Louis Feuillade
- Société de production : Société des Établissements L. Gaumont
- Format : Muet - Noir et blanc - 1,33:1 - 35 mm
- Métrage : 892 m
- Genre : Court métrage
- Date de sortie : juin 1913

## Distribution
- Nelly Palmer : la petite danseuse
- Renée Carl : sa mère
- Luitz-Morat : Smithson
- René Navarre : Davis, le secrétaire
- Charles Delaume : le fiancé
- Edmond Bréon : le braconnier